# MP Xpress
De MP Xpress (eerder Eraser en FX) is een stalen omgekeerde achtbaan in het Duitse attractiepark Movie Park Germany. Hij is gebouwd in 1999 door de Nederlandse achtbaanbouwer Vekoma. De minimale lengte om in de MP Xpress te mogen is 1,30 meter. De achtbaan ligt in het themagebied The Old West. Van 2001 tot en met 2004 heette de MP Xpress: 'Eraser' en in 2005 heette hij 'FX'. Vanaf 2006 heeft de MP Xpress de huidige naam.

## Algemene informatie
De MP Xpress heeft een baanlengte van 689 meter en een hoogte van 33,3 meter. Hij haalt een maximale snelheid van 80 kilometer per uur en de rit duurt 1 minuut en 36 seconden. Verder bevat de baan nog vijf inversies. Op de MP Xpress rijdt een trein met tien karretjes. Per karretje passen twee personen en de capaciteit van de MP Xpress is 520 personen per uur. De achtbaan heeft 2 treinen, de eerste trein is blauw op de voorkant staat een duidelijke nummer '1' en de tweede trein is turqoise met een duidelijke '2'.
Lijst van attracties in Movie Park Germany · Police Academy Stunt Show · afbeeldingen
Huidige attracties: Avatar Air Glider ·
Backyardigans Mission to Mars · The Bandit · Bermuda Triangle - Alien Encounter · Crazy Surfer · Dora's Big River Adventure · Fairy World Spin ·
Ghost Chasers · Jimmy Neutron's Atomic Flyer · MP Xpress · Excalibur - Secrets of the Dark Forest · NYC Transformer · Roxy · Side Kick · SpongeBob Splash Bash · Star Trek: Operation Enterprise · The High Fall · The Lost Temple · Time Riders · Van Helsing's Factory
Voormalige attracties: Batman Adventure · Cop Car Chase · Danny Phantom Ghost Zone · Gremlins Invasion · Ice Age Adventure · Josie's Bath House · Looney Tunes Adventure · Studio Tour · Unendliche Geschichte · Mystery River
Themagebieden: Federation Plaza · Hollywood Street Set · Nickland · Santa Monica Pier · Streets of New York · The Old West